# کیوشی تامورا
کیوشی تامورا (انگلیسی: Kiyoshi Tamura؛ زادهٔ ۱۹۶۹) ورزشکار هنرهای رزمی ترکیبی و کشتی‌گیر کشتی حرفه‌ای اهل ژاپن است.